# Дуглас (ураган, 2020)
Ураган «Дуглас» (англ. Hurricane Douglas)  – сильный тропический циклон, который стал самым близким проходящим тихоокеанским ураганом к острову Оаху за всю историю наблюдений, превзойдя предыдущий рекорд, установленный ураганом Дот в 1959 году.  Восьмой тропический циклон, четвертый назван шторм, первый ураган и первый серьёзный ураган в сезоне тихоокеанских ураганов 2020 года.
Дуглас происходит от тропической волны, которая вошла в бассейн в середине июля. Расположена в благоприятных условиях, волна начала организовываться 19 июля. Тропическая депрессия стала 20 июля, а следующий день - тропическая буря. После выравнивания как сильная тропическая буря из-за сухого воздуха, Дуглас начал взрывоопасное усиления 23 июля, став первым главным ураганом сезона на следующий день. После перемещения в бассейн Центральной части Тихого океана Дуглас медленно ослабевал, приближаясь к Гавайских островов.

## Метеорологическая история

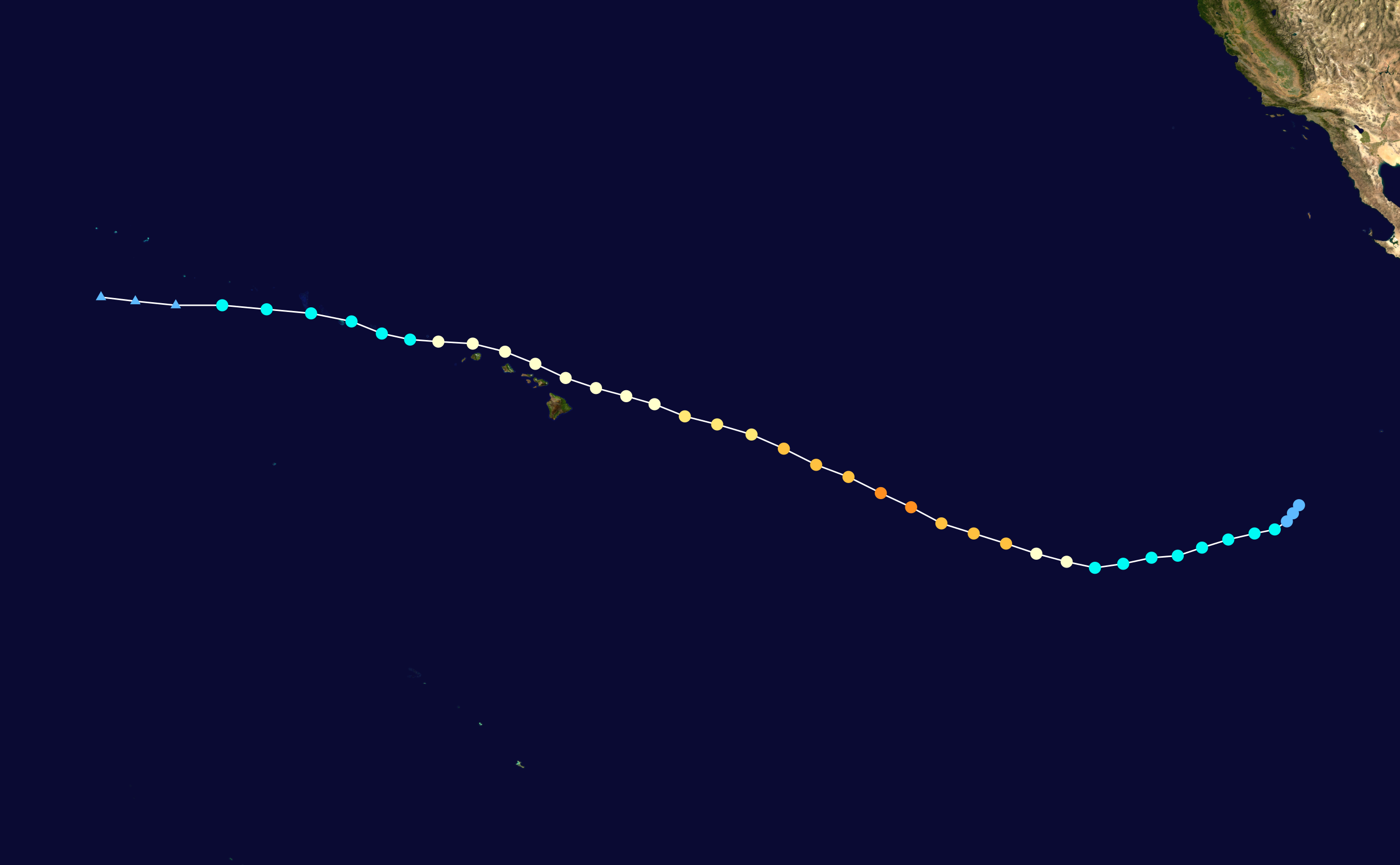
Карта пути и интенсивности Урагана Дуглас по шкале Саффира — Симпсона

В середине июля плохо определена тропическая волна переместилась в юго-западную часть бассейна в пределах близости волны, которая впоследствии превратится в тропической депрессии Eight-Е. Расположена дальше на юг и в более благоприятных условиях, волна начала неуклонно организовываться до 19 июля. 20 июля, по данным изображений, было обнаружено, что система быстро разработала четко определённый центр циркуляции, затемненный грозами, и NHC начал выдавать рекомендации по тропической депрессии Восемь-E в 15:00 UTC. После образования над системой начал развиваться небольшой центральный плотный облаков. 21 июля NHC модернизировал депрессию в тропический шторм Дуглас. В благоприятных условиях Дуглас начал развивать большую изогнутую полосу к западу от центра и начал усиливаться ещё днем. После кратковременного прекращения усиления из-за сухого воздуха Дуглас укрепился до урагана 1 категории 23:00 по UTC 23 июля. Это было четвертой последней датой, когда в бассейне образовался ураган. В среде с практически отсутствием сдвига ветра и очень теплой температурой поверхности моря Дуглас начал быстро усиливаться и через 12:00 стал ураганом 2 категории. В начале 23 июля Дуглас усилился до 3 категории и стал первым большим ураганный в сезоне. 24 июля он превратился в ураган 4 категории с очень четким глазом. Примерно в то же время шторм пересек 140 ° Ш в зону ответственности CPHC. Таким образом, NHC выпустил последнюю рекомендацию относительно системы. В тот же день Дуглас ослаб к интенсивности 3 категории. Буря продолжала ослабевать через прохладную температуру поверхности моря, и в 09:00 UTC, буря была снижена ниже статуса главного урагана.

## Подготовка и последствия
23 июля губернатор Гавайев Дэвид ИГЭ объявил чрезвычайной состояние, поскольку государство готовится к возможным последствиям урагана Дуглас. Провозглашение позволило потратить государственные средства на быстрое и эффективное устранение убытков потерь связанных с катастрофами, которые могут быть следствием урагана. Чрезвычайное положение было снято 31 июля.